# يوهان ليتزيلتر
يوهان ليتزيلتر (بالفرنسية: Johan Letzelter)‏ (19 سبتمبر 1984 بمونتروي في فرنسا - ) هو لاعب كرة قدم فرنسي في مركز الدفاع. لعب مع مومباي سيتي ونادي مولان ونادي نيور ونادي كاليه ‏.

## وصلات خارجية
- يوهان ليتزيلتر على موقع قاعدة بيانات كرة القدم.إي يو (الإنجليزية)
- يوهان ليتزيلتر على موقع ليكيب (الفرنسية)